# Střelba v Espoo
Střelba v Espoo byla pětinásobná vražda a následná sebevražda předpokládaného pachatele, která se odehrála ve finském Espoo 31. prosince 2009 dopoledne. Za pachatele je podezříván kosovský Albánec a recidivista Ibrahim Shkupolli. První obětí byla jeho bývalá družka, kterou zabil nožem v jejím vlastním bytě. Další čtyři oběti, její spolupracovníky, zastřelil nelegálně drženou pistolí v hypermarketu Prisma v obchodním centru Sello. Shkupolli byl následně nalezen ve svém bytě mrtev. Předpokládaným motivem pro čin byly osobní problémy mezi podezřelým a jeho bývalou družkou. Tu zavraždil nožem, ostatní včetně sebe nelegálně drženou pistolí CZ 75.